# Maggiori aziende italiane per fatturato
Questa lista racchiude le maggiori aziende italiane per fatturato nei vari anni. L'industria Italiana è caratterizzata dalla forte frammentazione delle imprese che sono per la maggior parte PMI. Le uniche grandi aziende sono rappresentate dall'eredità dei colossi statali a seguito delle privatizzazioni.

## 2022
Questo elenco contiene le prime 21 aziende italiane per fatturato nel 2022, con la sede, il fatturato e il settore industriale di ciascuna azienda. Le cifre riportate di seguito sono espresse in miliardi di euro e si riferiscono all'anno fiscale 2022.
| N. | Nome azienda            | Fatturato (in miliardi di €)         | Sede     | Settore                          |
| -- | ----------------------- | ------------------------------------ | -------- | -------------------------------- |
| 1  | Enel                    | 140,5                                | Roma     | Energia                          |
| 2  | Eni                     | 132,2                                | Roma     | Energia                          |
| 3  | Generali                | 81,5                                 | Trieste  | Assicurazioni                    |
| 4  | Edison                  | 30,3                                 | Milano   | Energia                          |
| 5  | A2A                     | 23,1                                 | Brescia  | Multiservizi                     |
| 6  | Intesa Sanpaolo         | 21,4                                 | Torino   | Servizi finanziari               |
| 7  | Unicredit               | 20,3                                 | Milano   | Servizi finanziari               |
| 8  | Hera                    | 20,08                                | Bologna  | Multiservizi                     |
| 9  | Conad                   | 18,4                                 | Bologna  | Grande distribuzione organizzata |
| 10 | GSE                     | 18,2                                 | Roma     | Energia                          |
| 11 | Leonardo                | 17,3                                 | Roma     | Difesa                           |
| 12 | Prysmian                | 16.06                                | Milano   | Manifatturiero                   |
| 13 | Kuwait Petroleum Italia | 15,9                                 | Roma     | Petrolio                         |
| 14 | Saras                   | 15,8                                 | Cagliari | Petrolio                         |
| 15 | TIM                     | 15,7                                 | Roma     | Telecomunicazioni                |
| 16 | Unipol                  | 14,9                                 | Bologna  | Assicurazioni                    |
| 17 | Esso                    | 14,5                                 | Roma     | Petrolio                         |
| 18 | Coop Italia             | Non ancora disponibile - 14,3 (2021) | Bologna  | Grande distribuzione organizzata |
| 19 | Ferrovie dello Stato    | 13,7                                 | Roma     | Trasporto                        |
| 20 | Poste italiane          | 11,8                                 | Roma     | Servizio postale                 |
| 21 | Saipem                  | 9,98                                 | Milano   | Energia                          |

## 2021
Questo elenco contiene le prime 20 aziende italiane per fatturato nel 2021, con la sede, il fatturato e il settore industriale di ciascuna azienda. Le cifre riportate di seguito sono espresse in miliardi di euro e si riferiscono all'anno fiscale 2021.
| N. | Nome azienda            | Fatturato (in miliardi di €) | Sede        | Settore                          |
| -- | ----------------------- | ---------------------------- | ----------- | -------------------------------- |
| 1  | Assicurazioni Generali  | 99.0                         | Trieste     | Assicurazioni                    |
| 2  | Enel                    | 88.0                         | Roma        | Elettricità                      |
| 3  | Eni                     | 76.5                         | Roma        | Energia elettrica                |
| 4  | Intesa Sanpaolo         | 20.7                         | Torino      | Bancario                         |
| 5  | UniCredit               | 18.0                         | Milano      | Servizi finanziari               |
| 6  | Unipol                  | 15.8                         | Bologna     | Servizi finanziari               |
| 7  | TIM (azienda)           | 15.3                         | Milano-Roma | Telecomunicazioni                |
| 8  | Leonardo (azienda)      | 14.1                         | Roma        | Aerospazio                       |
| 9  | Iveco                   | 12.6                         | Torino      | Automobilistico                  |
| 10 | Trenitalia              | 12.1                         | Roma        | Trasporto                        |
| 11 | Prysmian                | 12.0                         | Milano      | Attività manifatturiera          |
| 12 | Edison (azienda)        | 11.7                         | Milano      | Energia                          |
| 13 | Poste italiane          | 11.2                         | Roma        | Servizio postale                 |
| 14 | Hera (azienda)          | 10.5                         | Bologna     | Multiservizi                     |
| 15 | Kuwait Petroleum Italia | 9.9                          | Roma        | Petrolio                         |
| 16 | Esso                    | 9.2                          | Roma        | Petrolio                         |
| 17 | Saras                   | 8.6                          | Sarroch     | Petrolio                         |
| 18 | Esselunga               | 8.5                          | Pioltello   | Grande distribuzione organizzata |
| 19 | Saipem                  | 7.7                          | Milano      | Energia                          |
| 20 | Atlantia                | 6.4                          | Roma        | Trasporto                        |

## 2016
Nella classifica sono state incluse anche le aziende con sede all'estero ma controllate italiane. Non sono considerate le filiali di gruppi stranieri operanti in Italia.
| N. | Nome azienda                  | Fatturato (in miliardi di €) | Dipendenti | Sede                         | Persone chiave              |
| -- | ----------------------------- | ---------------------------- | ---------- | ---------------------------- | --------------------------- |
| 1  | Exor                          | 140,0                        | 302.000    | Amsterdam                    | John Elkann                 |
| 2  | Enel                          | 70,6                         | 78.200     | Roma                         | Maria Patrizia Grieco       |
| 3  | Assicurazioni Generali        | 70,0                         | 76.000     | Trieste                      | Gabriele Galateri di Genola |
| 4  | Eni                           | 55,7                         | 33.000     | Roma                         | Claudio Descalzi            |
| 5  | GSE                           | 34,2                         | 607        | Roma                         | Francesco Sperandini        |
| 6  | Poste italiane                | 33,1                         | 140.000    | Roma                         | Luisa Todini                |
| 7  | MSC                           | 28,1                         | 28.000     | Ginevra/Napoli               | Gianluigi Aponte            |
| 8  | Techint                       | 25,0                         | 59.000     | Milano                       | Gianfelice Rocca            |
| 9  | Unipol Group                  | 24,0                         | 15.200     | Bologna                      | Carlo Cimbri                |
| 10 | Telecom Italia                | 19,0                         | 66.000     | Roma                         | Giuseppe Recchi             |
| 11 | UniCredit Group               | 18,8                         | 150.000    | Milano                       | Andrea Orcel                |
| 12 | Intesa Sanpaolo               | 16,9                         | 90.800     | Torino                       | Giovanni Bazoli             |
| 13 | Coop                          | 14,5                         | 52.900     | Casalecchio di Reno          | Aldo Soldi                  |
| 14 | Cassa Depositi e Prestiti     | 12,8                         | 13.400     | Roma                         | Claudio Costamagna          |
| 15 | Conad                         | 12,4                         | 32.000     | Bologna                      | Francesco Pugliese          |
| 16 | Leonardo (Finmeccanica)       | 12,0                         | 47.000     | Roma                         | Mauro Moretti               |
| 17 | Edizione                      | 11,5                         | 65.000     | Treviso                      | Gianni Mion                 |
| 18 | Edison                        | 11,0                         | 4.500      | Milano                       | Jean-Bernard Levy           |
| 19 | Selex                         | 10,3                         | 30,000     | Trezzano sul Naviglio        | ?                           |
| 20 | Ferrero                       | 10,3                         | 33.000     | Lussemburgo                  | Giovanni Ferrero            |
| 21 | Saipem                        | 9,9                          | 45.350     | San Donato Milanese          | Francesco Caio              |
| 22 | Luxottica                     | 9,0                          | 82.200     | Agordo (Belluno)             | Leonardo Del Vecchio        |
| 23 | Ferrovie dello Stato Italiane | 8,9                          | 69.100     | Roma                         | Gioia Ghezzi                |
| 24 | TotalErg                      | 8,0                          | 4.500      | Roma - Genova                | Alessandro Caleri           |
| 25 | Esselunga                     | 7,5                          | 21.100     | Milano                       | Bernardo Caprotti           |
| 26 | Prysmian                      | 7,5                          | 21.000     | Milano                       | Valerio Battista            |
| 27 | STMicroelectronics            | 6,9                          | 43.200     | Ginevra                      | Carlo Bozotti               |
| 28 | Saras                         | 6,8                          | 2.200      | Sarroch                      | Gianmarco Moratti           |
| 29 | Wind Tre                      | 6,5                          | 9.300      | Trezzano sul Naviglio - Roma | Jeffrey Hedberg             |
| 30 | Parmalat                      | 6,4                          | 27.500     | Collecchio                   | Yvon Guérin                 |
| 31 | Salini Impregilo              | 6,0                          | 34.400     | Milano                       | Alberto Giovannini          |
| 32 | Pirelli                       | 6,0                          | 30.000     | Milano                       | Marco Tronchetti Provera    |
| 33 | Hera                          | 6,0                          | 8.500      | Bologna                      | Tomaso Tommasi di Vignano   |
| 34 | A2A                           | 5,0                          | 12.000     | Milano - Brescia             | Giovanni Valotti            |
| 35 | Fininvest                     | 4.7                          | 22.000     | Milano                       | Silvio Berlusconi           |
| 36 | Eurospin                      | 4,7                          | 9.500      | San Martino Buon Albergo     | Ivan Odorizzi               |
| 37 | MPS                           | 4,3                          | 25.700     | Siena                        | Alessandro Falciai          |
| 38 | Fincantieri                   | 4,2                          | 21.900     | Trieste                      | Giuseppe Bono               |
| 39 | Marcegaglia                   | 4,0                          | 7.000      | Gazoldo degli Ippoliti       | Antonio Marcegaglia         |
| ?  | Banco BPM                     | ?                            | 25.000     | Milano                       | Giuseppe Castagna           |
|    | Piaggio                       | 1,38                         | 7.000      | Pontedera                    |                             |

## 2013
Questa lista è incompleta.
| N. | Nome azienda                  | Fatturato (in miliardi di €) | Dipendenti | Sede       | Persone chiave              |
| -- | ----------------------------- | ---------------------------- | ---------- | ---------- | --------------------------- |
| 1  | Eni                           | 114,722                      | 82.289     | Roma       | Emma Marcegaglia            |
| 2  | Fiat                          | 86,816                       | 220.194    | Torino     | John Elkann                 |
| 3  | Enel                          | 78,106                       | 68.961     | Roma       | Maria Patrizia Grieco       |
| 4  | Assicurazioni Generali        | 61,950                       | 77.185     | Trieste    | Gabriele Galateri di Genola |
| 5  | UniCredit                     | 23,162                       | 147.864    | Milano     | Giuseppe Vita               |
| 6  | Telecom Italia                | 22,925                       | 59.527     | Roma       | Giuseppe Recchi             |
| 7  | Unipol                        | 17,866                       | 15.230     | Bologna    | Pierluigi Stefanini         |
| 8  | Finmeccanica                  | 16,033                       | 63.835     | Roma       | Mauro Moretti               |
| 9  | Intesa Sanpaolo               | 15,756                       | 93.845     | Torino     | Giovanni Bazoli             |
| 10 | Edison                        | 12,335                       | 3.250      | Milano     | Henry Proglio               |
| 11 | Edizione                      | 12,277                       | 71.257     | Treviso    | Gilberto Benetton           |
| 12 | Saras                         | 11,106                       | 1.837      | Milano     | Gianmarco Moratti           |
| 13 | Poste Italiane                | 9,395                        | 145.431    | Roma       | Luisa Todini                |
| 14 | Ferrovie dello Stato Italiane | 7,594                        | 69.425     | Roma       | Marcello Messori            |
| 15 | Luxottica                     | 7,312                        | 73.415     | Milano     | Leonardo Del Vecchio        |
| 16 | ERG                           | 6,175                        | 644        | Genova     | Luca Bettonte               |
| 17 | Pirelli & C                   | 6,46                         | 37.979     | Milano     | Marco Tronchetti Provera    |
| 18 | A2A                           | 5,389                        | 12.392     | Brescia    | Giovanni Valotti            |
| 19 | Parmalat                      | 5,350                        | 16.352     | Collecchio | Francesco Tatò              |
| 20 | Fininvest                     | 4,817                        | 9.536      | Milano     | Silvio Berlusconi           |

## 2009
Questa lista è incompleta.
| N. | Nome Azienda           | Fatturato (in miliardi di €) | Anno | Dipendenti | Sede    | Persone chiave              |
| 1  | Eni                    | 127                          | 2013 | 78.417     | Roma    | Paolo Scaroni               |
| 2  | Assicurazioni Generali | 66                           | 2009 | 84.603     | Trieste | Gabriele Galateri di Genola |
| 3  | Enel                   | 64,03                        | 2009 | 81.000     | Roma    | Francesco Starace           |
| 4  | Fiat Group             | 50,10                        | 2009 | 198.140    | Torino  | Sergio Marchionne           |
| 5  | Telecom Italia         | 27,16                        | 2009 | 76.028     | Roma    | Franco Bernabè              |
| 6  | UniCredit              | 24                           | 2013 | 147.000    | Milano  | Federico Ghizzoni           |
| 7  | Poste Italiane         | 20,1                         | 2009 | 152.074    | Roma    | Massimo Sarmi               |
| 8  | Leonardo               | 18,17                        | 2009 | 73.398     | Roma    | Gianni De Gennaro           |
| 9  | Intesa Sanpaolo        | 17,40                        | 2009 | 104.000    | Torino  | Giovanni Bazoli             |
| 10 | Fondiaria Sai          | 11,88                        | 2009 | 7.714      | Torino  | Salvatore Ligresti          |
| 11 | Edizione               | 11,31                        | 2009 | 90.000     | Treviso | Gilberto Benetton           |
| 12 | Unipol                 | 9,53                         | 2009 | 6.991      | Bologna | Pierluigi Stefanini         |
| 13 | Edison                 | 9,38                         | 2009 | 3.923      | Milano  | Umberto Quadrino            |
| 14 | Ferrero                | 6,35                         | 2009 | 21.600     | Alba    | Pietro Ferrero              |
| 15 | Ferrovie dello Stato   | 6,23                         | 2009 | 54.962     | Roma    | Mauro Moretti               |
| 16 | ERG                    | 6,23                         | 2009 | 1.579      | Genova  | Riccardo Garrone            |
| 17 | Riva Fire              | 5,82                         | 2009 | 24.151     | Milano  | Emilio Riva                 |
| 18 | Fininvest              | 5,4                          | 2009 | 19.100     | Milano  | Silvio Berlusconi           |
| 19 | Italmobiliare          | 5,36                         | 2009 | 23.864     | Bergamo | Giampiero Pesenti           |
| 20 | Saras                  | 5,31                         | 2009 | 2.200      | Milano  | Gian Marco Moratti          |

## 2008
Questa lista è incompleta.
| N. | Nome Azienda           | Fatturato (in miliardi di €) | Anno | Dipendenti | Sede    | Persone chiave      |
| 1  | Eni                    | 108,15                       | 2008 | 78.880     | Roma    | Paolo Scaroni       |
| 2  | Assicurazioni Generali | 65,81                        | 2008 | 84.603     | Trieste | Antoine Bernheim    |
| 3  | Enel                   | 59,58                        | 2008 | 75.981     | Roma    | Fulvio Conti        |
| 4  | Fiat Group             | 59,38                        | 2008 | 198.140    | Torino  | Sergio Marchionne   |
| 5  | Telecom Italia         | 29,84                        | 2008 | 76.028     | Roma    | Franco Bernabè      |
| 6  | UniCredit              | 27,07                        | 2008 | 174.519    | Milano  | Dieter Rampl        |
| 7  | Intesa Sanpaolo        | 17,77                        | 2008 | 107.826    | Torino  | Giovanni Bazoli     |
| 8  | Finmeccanica           | 15,04                        | 2008 | 73.398     | Roma    | Alessandro Pansa    |
| 9  | Fondiaria Sai          | 11,79                        | 2008 | 7.714      | Torino  | Salvatore Ligresti  |
| 10 | ERG                    | 11,50                        | 2008 | 2.620      | Genova  | Riccardo Garrone    |
| 11 | Edizione               | 11,31                        | 2008 | 74.421     | Treviso | Gilberto Benetton   |
| 12 | Riva Fire              | 11,26                        | 2008 | 24.151     | Milano  | Emilio Riva         |
| 13 | Edison (azienda)       | 11,07                        | 2008 | 3.376      | Milano  | Umberto Quadrino    |
| 14 | Poste Italiane         | 10,22                        | 2008 | 156.467    | Roma    | Massimo Sarmi       |
| 15 | Saras                  | 8,56                         | 2008 | 1.955      | Milano  | Gian Marco Moratti  |
| 16 | Unipol                 | 8,53                         | 2008 | 6.991      | Bologna | Pierluigi Stefanini |
| 17 | Ferrovie dello Stato   | 6,39                         | 2008 | 89.431     | Roma    | Mauro Moretti       |
| 18 | Ferrero                | 6,21                         | 2008 | 21.600     | Alba    | Pietro Ferrero      |
| 19 | Fininvest              | 6,10                         | 2008 | 10.634     | Milano  | Silvio Berlusconi   |
| 20 | Italmobiliare          | 6,04                         | 2008 | 23.864     | Bergamo | Giampiero Pesenti   |